# Zentralverband des Deutschen Handwerks

Il logo della ZDH.

La Zentralverband des Deutschen Handwerks, abbreviata in ZDH, in italiano Associazione centrale degli Artigiani Tedeschi, è l'associazione federale  di settore che riunisce 53 camere dell'artigianato e 36 associazioni dei mestieri in Germania Si tratta di un'associazione di categoria che rappresenta il settore artigiano, edile e dei commercianti riassorbendo, per esempio, tutti i settori che in Italia sono rappresentati da Confcommercio e Confartigianato.